# Entomopteryx
Entomopteryx là một chi bướm đêm thuộc họ Geometridae.

## Các loài
- Entomopteryx amputata Guenée, 1857
- Entomopteryx combusta (Warren, 1893)
- Entomopteryx deminuta (Warren, 1894)
- Entomopteryx statheuta (Prout, 1932)